# I Remember You (Yui)
I Remember You is de zevende single van de Japanse singer-songwriter Yui. I Remember You werd ongeveer 70.421 keer verkocht en behaalde de tweede plek op de Japanse Oricon-hitlijst, de hoogste notering voor een single van YUI tot op dat moment.
Ironisch genoeg werd I Remember You van de eerste plek van de hitlijst afgehouden door het succes van de single Taiyou no Uta van Erika Sawajiri in de naam van Amene Kaoru, de hoofdpersoon uit de dramaserie Taiyou no Uta gespeeld door Erika Sawajiri. De dramaserie Taiyou no Uta is gebaseerd op de gelijknamige film waarin Yui de rol van Amene Kaoru vertolkt.